# 塔基
塔基（Taki），是印度西孟加拉邦North Twentyfour Parganas县的一个城镇。总人口37302（2001年）。

## 人口
该地2001年总人口37302人，其中男性19680人，女性17622人；0—6岁人口3854人，其中男1927人，女1927人；识字率67.58%，其中男性为73.05%，女性为61.47%。